# Siegmar Klotz
Siegmar Klotz (* 28. Oktober 1987 in Meran) ist ein ehemaliger italienischer Freestyle-Skier und Skirennläufer. Der Südtiroler war auf die Disziplinen Abfahrt und Super-G spezialisiert, bevor er 2016 zum Skicross wechselte.

## Biografie
Klotz bestritt seine ersten FIS-Rennen im Januar 2003, im Europacup war er ab Februar 2007 am Start. In der Europacupsaison 2007/08 fuhr er mit dem 14. Platz in der Super-Kombination von Zauchensee am 21. Dezember 2007 erstmals in die Punkteränge, am 18. Januar erreichte er in der Super-Kombination von Crans-Montana den dritten Platz und eine Woche später in der Abfahrt von Sarntal/Reinswald Rang vier. In der folgenden Europacupsaison konnte Klotz diese Ergebnisse nicht wiederholen, ein 15. Platz war sein bestes Resultat. Im Weltcup startete er erstmals am 16. Januar 2009 und holte mit Platz 29 in der Super-Kombination von Wengen auch gleich seine ersten Weltcuppunkte.
Am 28. Januar 2010 gewann Klotz ein Europacuprennen, eine Abfahrt in Les Orres, und erreichte mit zwei weiteren Podestplätzen in der Europacupsaison 2009/10 den zweiten Rang in der Abfahrtswertung. Im Weltcup blieb er in diesem Winter ohne Punkte, erst Ende 2010 konnte er mit Platz 24 in der Abfahrt von Bormio zum zweiten Mal punkten. Am 22. Januar 2011 stürzte Klotz in Kitzbühel bei der Einfahrt in die Traverse spektakulär, kam aber mit relativ glimpflichen Verletzungen davon (Bruch des linken Handgelenks, Gehirnerschütterung und mehrere Prellungen). Sein bestes Weltcupergebnis war der zehnte Platz in der Super-Kombination von Wengen am 18. Januar 2013. Ebenfalls den zehnten Platz erreichte er am 25. Januar 2013 im Super-G von Kitzbühel und am 3. März 2013 im Super-G von Kvitfjell. In den folgenden Wintern konnte er im Weltcup jedoch nicht an diese Leistungen anknüpfen und fuhr nur noch sporadisch in die Punkteränge.
Am 26. März 2016 gab Klotz das Ende seiner Karriere bekannt. Nur vier Monate später kündigte er jedoch an, dass er zu den Freestylern wechseln und in der Disziplin Skicross antreten werde. Sein Debüt im Freestyle-Weltcup hatte er am 9. Dezember 2016; mit Platz 29 in Val Thorens gewann er auf Anhieb Weltcuppunkte. Vier Tage später fuhr er in Arosa auf den vierten Platz, bei den Weltmeisterschaften 2017 in der Sierra Nevada auf den achten Platz. Im Winter 2017/18 blieb ein neunter Platz sein bestes Weltcupergebnis, bei den Olympischen Winterspielen 2018 in Pyeongchang fuhr er auf Platz 20. Beim Weltcuprennen in Innichen am 22. Dezember 2018 belegte Klotz zwar den achten Platz, durch einen heftigen Sturz zog er sich jedoch eine Beckenfraktur zu. Er fiel drei Monate aus und trat Ende März 2019 zu den italienischen Meisterschaften in Piancavallo an, die er für sich entscheiden konnte. In der Weltcupsaison 2020/21 war ein zwölfter Platz sein bestes Ergebnis. Nach einer erneuten Beckenfraktur im Januar 2022 beendete Klotz seine Sportkarriere. Drei Monate später wurde bekannt, dass er zum Trainerstab der italienischen Skicross-Nationalmannschaft gehören wird.

## Erfolge Ski Alpin

### Weltmeisterschaften
- Schladming 2013: 22. Super-G

### Weltcup
- 3 Platzierungen unter den besten zehn

Wertungen:
| Saison  | Gesamt | Gesamt | Abfahrt | Abfahrt | Super-G | Super-G | Kombination | Kombination |
| Saison  | Platz  | Punkte | Platz   | Punkte  | Platz   | Punkte  | Platz       | Punkte      |
| ------- | ------ | ------ | ------- | ------- | ------- | ------- | ----------- | ----------- |
| 2008/09 | 149.   | 2      | –       | –       | –       | –       | 49.         | 2           |
| 2010/11 | 117.   | 24     | 50.     | 11      | –       | –       | 36.         | 13          |
| 2011/12 | 71.    | 98     | 32.     | 54      | 41.     | 21      | 27.         | 23          |
| 2012/13 | 49.    | 150    | 33.     | 50      | 16.     | 74      | 16.         | 26          |
| 2013/14 | 144.   | 4      | 51.     | 2       | 53.     | 2       | –           | –           |
| 2014/15 | 88.    | 56     | 33.     | 46      | 59.     | 1       | 32.         | 9           |
| 2015/16 | 115.   | 26     | 52.     | 9       | –       | –       | 27.         | 17          |

### Europacup
- Saison 2007/08: 7. Super-Kombinations-Wertung
- Saison 2009/10: 2. Abfahrtswertung
- 4 Podestplätze, davon 1 Sieg:

| Datum           | Ort       | Land       | Disziplin |
| --------------- | --------- | ---------- | --------- |
| 28. Januar 2010 | Les Orres | Frankreich | Abfahrt   |

### Juniorenweltmeisterschaften
- Zauchensee 2007: 15. Super-G, 39. Riesenslalom

## Erfolge Skicross

### Olympische Spiele
- Pyeongchang 2018: 20. Skicross

### Weltmeisterschaften
- Sierra Nevada 2017: 8. Skicross

### Weltcup
- 5 Platzierungen unter den besten zehn

Wertungen:
| Saison  | Gesamt | Gesamt | Skicross | Skicross |
| Saison  | Platz  | Punkte | Platz    | Punkte   |
| ------- | ------ | ------ | -------- | -------- |
| 2016/17 | 109.   | 12,57  | 22.      | 176      |
| 2017/18 | 203.   | 3,70   | 39.      | 37       |
| 2018/19 | 165.   | 4,73   | 33.      | 52       |
| 2019/20 | 160.   | 6,00   | 39.      | 66       |

### Weitere Erfolge
- 1 Podestplatz im Europacup